# Natalia Gherman
Natalia Gherman (née Snegur, Chișinău, 20 maart 1969) is een Moldavisch politicus. In juni en juli 2015 was zij waarnemend premier van Moldavië. Sinds december 2022 is zij als speciaal gezant in Midden-Azië werkzaam voor de Verenigde Naties.

## Biografie
Gherman werd geboren in Chișinău in de Moldavische Socialistische Sovjetrepubliek. Haar vader is Mircea Snegur, de eerste democratisch gekozen president van Moldavië.
In februari 2006 werd zij benoemd tot ambassadeur voor de Scandinavische landen Noorwegen, Zweden en Finland. Zij bleef op deze positie tot 30 april 2009. 
Na het aftreden van Chiril Gaburici werd zij de tweede vrouwelijke premier van Moldavië. Van maart 2008 tot en met september 2009 ging Zinaida Greceanîi Gherman voor in de rol als vrouwelijke premier van het land.
António Guterres stelde in begin december 2022 Gherman aan als Speciaal Gezant voor het Antiterrorismecomité van de Verenigde Naties in Centraal Azië. Zij volgt daarmee de Belgische Michèle Coninsx op. In juli 2023 bezocht Gherman samen met Vladimir Voronkov (vice-secretaris-generaal van het UN Counter Terrorism Office) Astana, omdat daar een tweedaags veiligheidsforum werd gehouden voor de Centraal-Aziatische landen. In een gesprek met president Kassym-Jomart Tokayev gaven beide aan dat het land veel doet op gebied van contraterrorisme en dat Kazachstan en de VN elkaar nodig hebben. 
- International Standard Name Identifier: 0000 0003 9706 0992
- Nederlandse Thesaurus van Auteursnamen: 304178934
- Virtual International Authority File: 292093884
- WorldCat: E39PBJmxRYyPjkbfkRFQJgPmh3